# Elements of Life
Elements of Life – album holenderskiego DJ-a Tiësto wydany 10 kwietnia 2007 roku.

Album w Polsce uzyskał certyfikat złotej płyty.

## Lista utworów
1. Ten Seconds Before Sunrise – 7:29
2. Everything (feat. Jes) – 6:56
3. Do You Feel Me (feat. Julie Thompson) – 5:57
4. Carpe Noctum – 6:57
5. Driving to Heaven – 4:39
6. Sweet Things (feat. Charlotte Martin) – 5:32
7. Bright Morningstar – 8:16
8. Break My Fall (feat. BT) – 7:13
9. In The Dark (feat. Christian Burns) – 4:34
10. Dance4Life (feat. Maxi Jazz) – 5:21
11. Elements of Life – 8:05
12. He's a Pirate (Tiësto remix) – 6:57 – Bonus track

## Pozycje na listach
| Lista | Kraj   | Pozycja |
| ----- | ------ | ------- |
| OLiS  | Polska | 15      |